# Horní Střítež
Horní Střítež (německy Ober Strietesch) je malá vesnice, část obce Nová Ves u Mladé Vožice v okrese Tábor v Jihočeském kraji. Nachází se asi 1,5 kilometru západně od Nové Vsi u Mladé Vožice. Prochází zde silnice II/120. Je zde evidováno 50 adres. V roce 2011 zde trvale žilo 81 obyvatel.
Horní Střítež je také název katastrálního území o rozloze 4,69 km².

## Historie
První písemná zmínka o vesnici pochází z roku 1385, ale její vznik lze zřejmě klást do starší doby. V 1. polovině 16. století ves aspirovala na roli městského střediska (1542 uváděna jako městečko) a to i přesto, že zde nikdy neexistoval kostel ani tvrz. Od roku 1593 však již byla Horní Střítež trvale uváděna jako ves a nikdy nenabyla městského charakteru.

## Obyvatelstvo
| Rok            | 1869 | 1880 | 1890 | 1900 | 1910 | 1921 | 1930 | 1950 | 1961 | 1970 | 1980 | 1991 | 2001 | 2011 | 2021 |
| -------------- | ---- | ---- | ---- | ---- | ---- | ---- | ---- | ---- | ---- | ---- | ---- | ---- | ---- | ---- | ---- |
| Počet obyvatel | 266  | 297  | 286  | 306  | 282  | 252  | 233  | 185  | 165  | 145  | 119  | 87   | 102  | 81   | 85   |
| Počet domů     | 43   | 44   | 47   | 48   | 45   | 46   | 46   | 46   | 40   | 39   | 34   | 47   | 48   | 48   | 46   |

## Obecní správa
Při sčítání lidu v letech 1850–1920 Horní Střítež byla osadou obce Petrovice v okrese Tábor. V letech 1921–1963 byla samostatnou obcí, se kterým patřila nejprve do okresu Tábor, ale v roce 1950 v okrese Votice. V letech 1964–1975 byla částí obce Nová Ves u Mladé Vožice v okrese Tábor. Od 1. ledna 1976 do 23. listopadu 1990 byla částí obce Oldřichov v okrese Tábor. Od 24. listopadu 1990 je opět částí obce Nová Ves u Mladé Vožice v okrese Tábor.

## Galerie

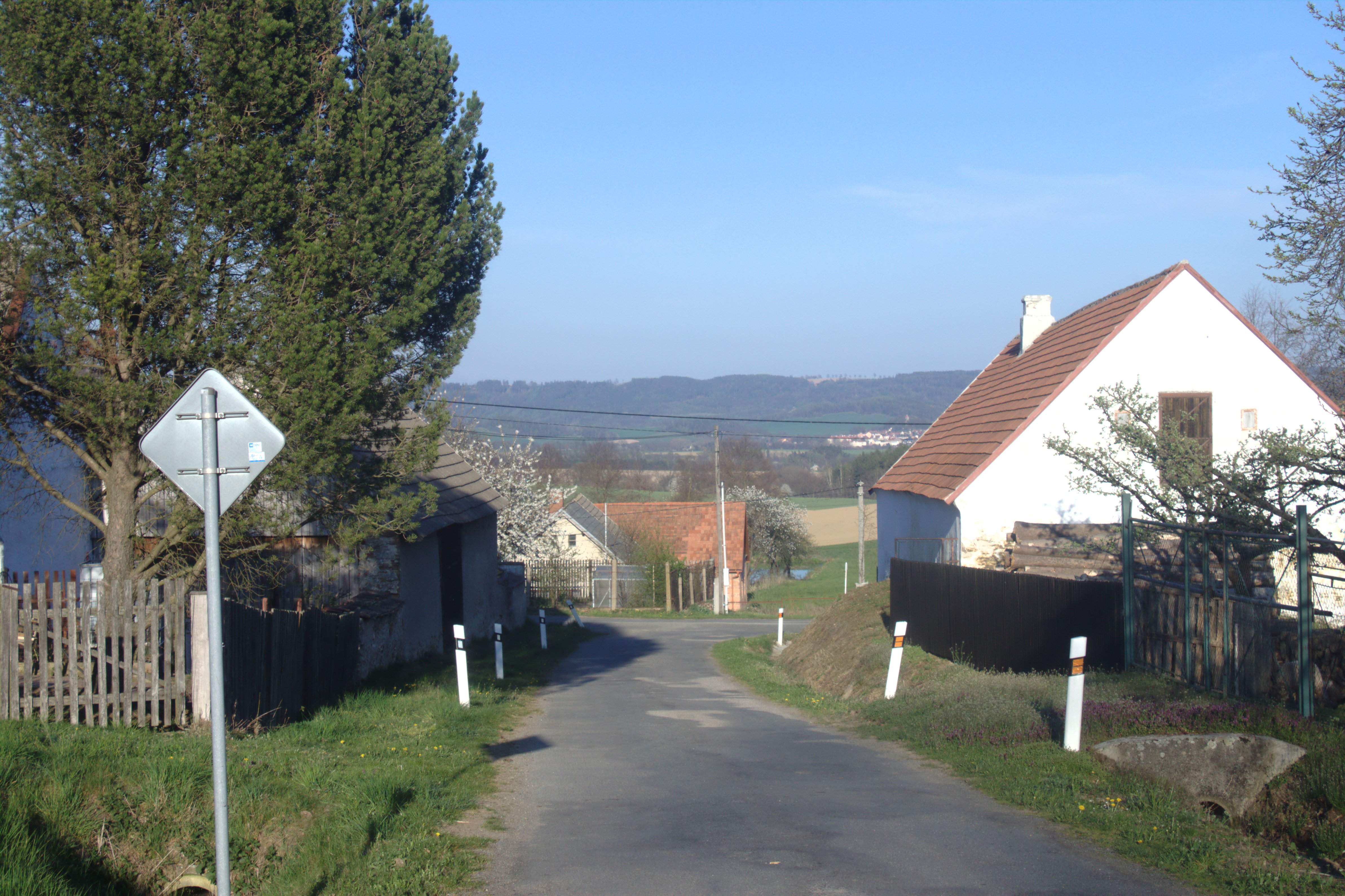
Silnice
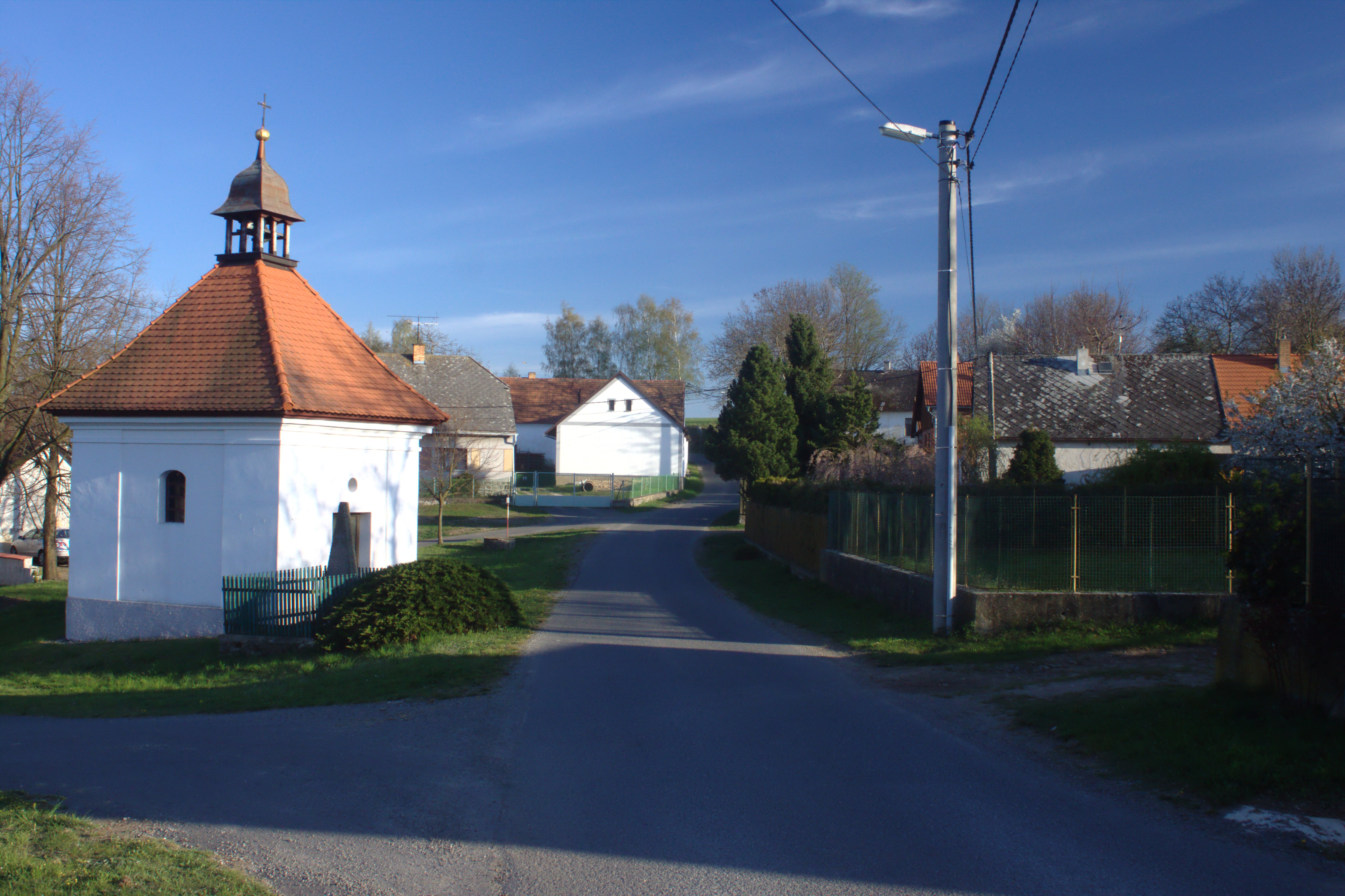
Náves
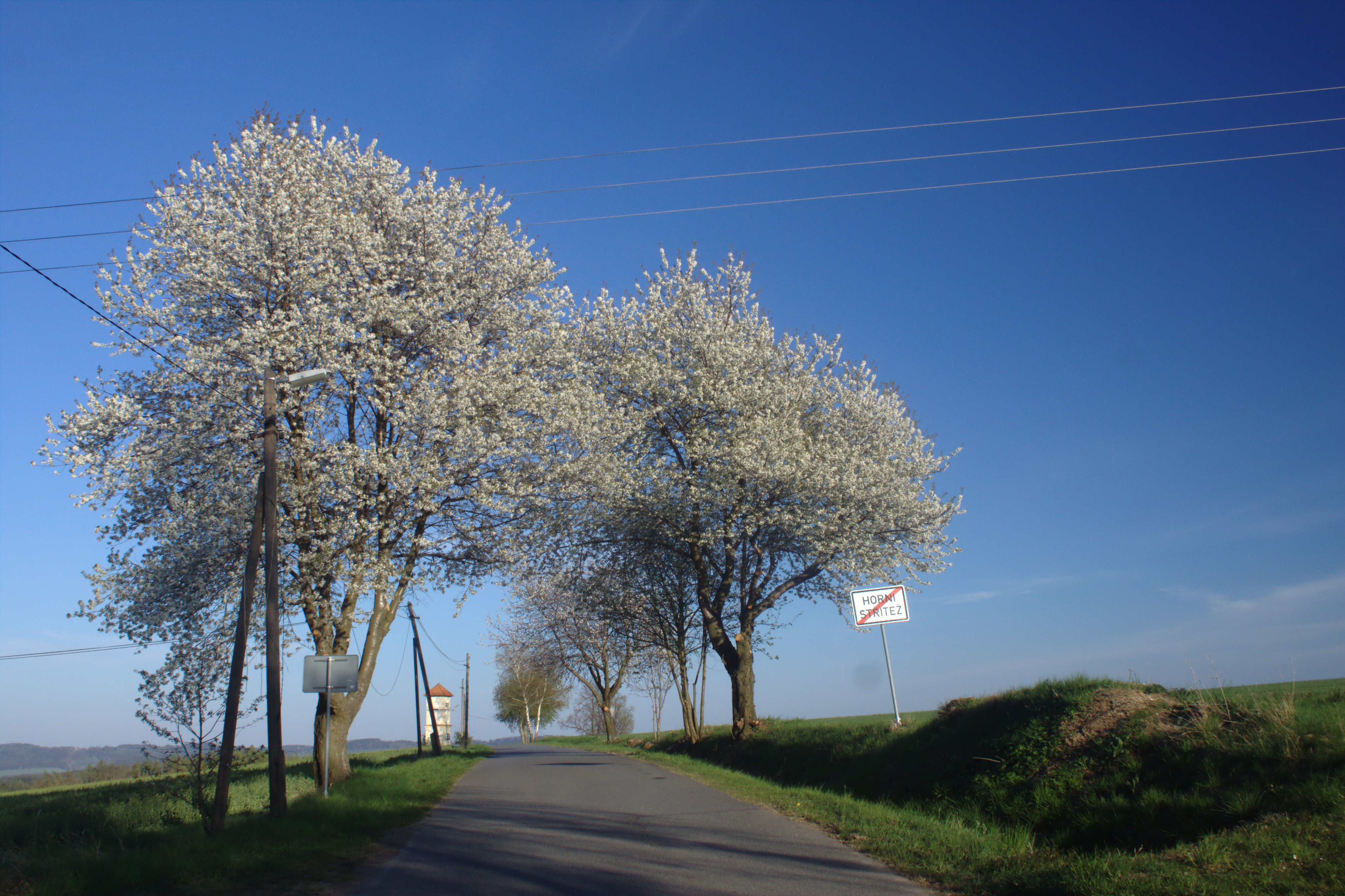
Kvetoucí stromy u silnice (jaro 2019)